# Warvillers
Warvillers ist eine französische Gemeinde mit 122 Einwohnern (Stand 1. Januar 2022) im Département Somme in der Region Hauts-de-France. Sie gehört zum Arrondissement Péronne, zum Kanton Moreuil und zum Kommunalverband Communauté de communes Terre de Picardie.

## Geografie
Warvillers liegt im Norden Frankreichs im Santerre. Die nächste größere Stadt Amiens, Sitz der Präfektur des Départements Somme, ist 31 Kilometer entfernt und liegt in nordwestlicher Richtung. Nachbargemeinden von Warvillers sind Caix im Nordwesten, Vrély im Nordosten, Rouvroy-en-Santerre im Südosten und Beaufort-en-Santerre im Südwesten. Das Gemeindegebiet umfasst 418 Hektar und liegt auf einer mittleren Höhe von 96 Metern über dem Meeresspiegel.
Warvillers ist einer Klimazone des Typs Cfb (nach Köppen und Geiger) zugeordnet: Warmgemäßigtes Regenklima (C), vollfeucht (f), wärmster Monat unter 22 °C, mindestens vier Monate über 10 °C (b). Es herrscht Seeklima mit gemäßigtem Sommer.

## Bevölkerungsentwicklung
- 1962: 101
- 1968: 103
- 1975: 108
- 1982: 072
- 1990: 086
- 1999: 104
- 2006: 121

## Sehenswürdigkeiten
1918 richteten Soldaten eine Erweiterung des Friedhofs von Warvillers ein. Es handelt sich um einen Soldatenfriedhof mit 48 Commonwealth-Gräbern, von denen drei unidentifiziert sind.